# Piromanzia
La piromanzia o causinomanzia è la divinazione per mezzo del fuoco.
Deriva dal greco "πῦρ (pŷr)" (fuoco) e "μαντεία (mantéia)" (divinazione). 

## Storia
La nascita di questa arte mantica pare sia molto antica. Gli uomini primitivi infatti vedevano nel fuoco una specie di divinità ed incominciarono a leggere in esso il futuro. Con il passare dei secoli, la piromanzia andò affinandosi fino a creare veri e propri rituali.
Presso gli antichi vi erano diverse maniere di praticarla.
Per esempio si gettava nel fuoco della pece tritata e se si accendeva prontamente se ne traeva un buon augurio.
Oppure si accendevano delle fiaccole rivestite di pece e si osservava la fiamma:
- se rimaneva unita e formava una punta sola se ne traeva un buon auspicio;
- se si divideva in due se ne traeva un cattivo auspicio;
- se avesse mostrato tre punte allora si traeva l'auspicio più favorevole;
- se la fiamma si allontanava piegando a destra o a sinistra si deduceva da ciò la morte per un malato o delle infermità per coloro che non ne erano ancor presi;
- il crepitare della fiamma era annunzio di disgrazie e il suo spegnersi era portatore dei pericoli più orribili.

Talvolta si gettava nel fuoco una vittima e si osservava attentamente in che modo la circondava e la consumava, se la fiamma formava una piramide oppure se si divideva. In poche parole, nei sacrifici tutto era argomento d'osservazione e di profezia: il colore, lo strepito, la direzione, la lentezza o la vivacità del fuoco.
L'origine di questa specie di piromanzia era attribuita all indovino Anfiarao il quale morì nell'assedio di Tebe; altri la riferiscono agli Argonauti.
In alcune occasioni venivano aggiunte al fuoco delle altre materie, per esempio si prendeva un vaso pieno d'urina la cui apertura era chiusa con un turacciolo di lana e si osservava da quale parte si crepava il vaso.
Altre volte i responsi si traevano dall'osservare il crepito della fiamma o della luce di una lampada, per esempio ad Atene nel tempio di Minerva Poliade c'era una lampada mantenuta continuamente accesa da alcune vergini che osservavano attentamente i movimenti di quella fiamma. Ma questo si riferisce più direttamente alla lampadomanzia o alla licnomanzia.
Alcuni autori considerano pratiche di piromanzia anche l'uso che avevano certi popoli orientali di far passare i loro figli nel fuoco in onore di Moloch. Martin Antoine Del Rio considera piromanzia anche la superstizione di coloro che esaminavano il comportamento dei fuochi accesi la vigilia di San Giovanni Battista ed il costume di danzarvi intorno o di saltarvi al di sopra. Egli aggiunge che gli abitanti della Lituania ai suoi tempi praticavano ancora una specie di piromanzia: per conoscere quale sarebbe stata l'evoluzione di una malattia ponevano il malato dinanzi ad un gran fuoco; se l'ombra formata dal corpo era diritta e direttamente opposta al fuoco stesso lo prendevano come un indizio di guarigione, se al contrario si mostrava da un lato perdevano ogni speranza e lo consideravano già morto.